# Honkai Impact 3rd
Honkai Impact 3rd es un videojuego de acción de rol gratuito con mecánica gacha desarrollado por HoYoverse (o miHoYo en China) lanzado por primera vez en China el 14 de octubre del 2016, y lanzado globalmente el 28 de marzo de 2018. Es de descarga gratuita, y se encuentra actualmente disponible en las plataformas de Android, iOS y Microsoft Windows, aunque originalmente el videojuego estaba disponible para móviles exclusivamente. Es el tercer título principal de la serie Honkai, tras Houkai Gakuen (Zombiegal Kawaii) y Houkai Gakuen 2 (Gun Girl Z) y el cuarto título de la serie en general, siendo el primer juego FlyMe2theMoon. Actualmente, es el antecesor de Honkai: Star Rail. El juego fue liberado en múltiples idiomas, incluyendo chino simplificado (lengua original), chino tradicional, inglés, japonés, coreano, vietnamita, tailandés, francés, alemán e indonesio.

## Etimología
La palabra Honkai en japonés: 崩壊, romanizado: Hōkai; o también en japonés: ほうかい, romanizado: Hōkai, lit. 'Colapso', que es la traducción directa en chino tradicional, 崩坏3; pinyin, Bēng Huài, usado en el título chino original. En cambio, Impact del título está ausente tanto en la versión china como en la japonesa, y esta palabra hace referencia a Neon Genesis Evangelion, serie en la que el juego está inspirado. Los impactos Honkai, también se conocen como erupciones o brotes Honkai, los cuales son desastres producidos por el Honkai a gran escala que coinciden con el nacimiento de un Herrscher. El juego comienza en la época posterior al 3.ᵉʳ impacto en 2016.

## Jugabilidad
La jugabilidad se basa en la acción. Los jugadores asumen la posición de Capitán de la Hyperion, un acorazado de vuelo construido por Schicksal. El Capitán entonces dirige un equipo de Valkyrias de la Rama del Lejano Oriente en una campaña lineal y otras misiones. El Capitán escoge las misiones, etapas, o aventuras a tomar y despliega Valkyrias de la selección disponible. El Capitán tiene que armar a las Valkyrias con varios tipos de armas y estigmas para ayudarles sobrevivir en luchas en contra del Honkai, una entidad sobrenatural que tiene por objetivo destruir la humanidad. Durante la batalla independientemente de la modalidad de juego, los jugadores pueden mover libremente a su personaje por el campo de batalla y cambiar entre sus tres Valkyrias desplegadas en tiempo real.
Parte de las armas y estigmas son adquiridos mediante una mecánica gacha donde los cristales suelen ser usados para adquirir cajas de suministro los cuales proveen de varios tipos de consumibles y equipamiento. Los eventos ocasionales ofrecen armamento limitado pueden estar disponible durante vacaciones o días festivos. Cabe destacar que, las estadísticas y habilidades de las Valkyrias pueden cambiar considerablemente de acuerdo con la combinación armas y estigmas, pero que de todas formas se pueden mejorar utilizando los recursos disponibles del juego. 
Las peleas son en gran parte PvE, pero los jugadores en línea pueden competir con otros jugadores indirectamente en modos como Memorial Arena (en inglés, Arena Memorial), Sim Battle (en inglés, Batalla Sim), o Infinity Abyss (en inglés, Abismo Infinito), o entrar en competición directa con otros jugadores en modos como Co-op Raid (en inglés, Incursión cooperativa) o Universal Mirage (en inglés, Espejismo Universal), donde un equipo de Valkyrias, se enfrenta en contra de enemigos que se vuelven más difíciles con cada nivel. Los jugadores que derroten a estos enemigos con buenas habilidades y en el tiempo más corto posible ganarán puntuaciones más altas en las tablas de clasificación, y con ello algunos premios e incluso, logros también con premios.
Los jugadores pueden unirse a grupos de otros jugadores, llamados Armadas, lo que permite más oportunidades para eventos y recompensas. Las Armadas permiten la solicitud limitada de materiales y recursos de otros jugadores en la Armada.
Fuera de las batallas, Honkai Impact 3rd permite a los jugadores interactuar con las Valkyrias y estigmas a través del modo Dorm (en inglés, Residencia). Al completar las tareas específicas de los personajes, es posible que diferentes personajes puedan mudarse a los dormitorios, con lo cual se puede ver nueva información de personajes y diálogos entre esos personajes. Los jugadores pueden fabricar varios muebles y diseñar el diseño de los dormitorios para aumentar la comodidad de las Valkyrias y estigmas en ellos. Los mayores niveles de comodidad permiten a los jugadores subir de nivel los límites de su dormitorio para una decoración más elaborada. Los jugadores pueden visitar y ver los diseños de dormitorios decorados de los demás.
Honkai Impact 3rd incluye también varios minijuegos que incorporan elementos de infierno de balas, plataformas y disparos que permiten a los jugadores reunir diversos materiales de artesanía (crafteo) y experiencia como Chronicles (en inglés, Crónicas), Elysian Realm (en inglés, Reino Elisiano), Open World (en inglés, Mundo Abierto), Material Expedition (en inglés, Expedición de Materiales), Trial Play (en inglés, Juego de Prueba) y Tactics Class (en inglés, Clase de Tácticas). Los eventos temporales por tiempo limitado también pueden incluir estilos de juego como exploración y Battle Royale, que normalmente no se ven en los modos de juego principales.

#### Armas
Cada Valkyria puede equipar un tipo de arma. Los tipos de armas en el juego son:
- Armas de cuerpo a cuerpo:
  - Chakram
  - Espadón de 2 manos
  - Espadas Encadenadas
  - Guadaña
  - Guantelete
  - Javalina
  - Katana
  - Lanza
  - Martillo Cohete
  - Drive Core (Yo-Yo)
- Armas de fuego:
  - Arco
  - Bastón mágico
  - Ballestas dobles
  - Cañón
  - Cruz
  - Pistola

Los jugadores pueden obtener armas a través de compras en algunas tiendas específicas, gacha, forjado, etc.
Después de que los jugadores obtengan armas, pueden actualizar las armas para mejorar sus efectos y atributos. Al alcanzar el nivel de jugador 81 y el nivel de arma 50, algunas armas se pueden actualizar aún más a Pri-Arms, cambiando su diseño, atributos y efectos.

#### Estigmas
Son implantes de memoria genética y cada Valkyria puede equipar 3. Los jugadores pueden aumentar el ataque, la defensa, la probabilidad crítica y otros efectos de atributos de los personajes mientras esos personajes usan los estigmas. 
El sistema de estigmas se puede dividir en 3 tipos de mayor a menor: Top (T), en inglés: Superior (S), Middle (M), en inglés: Medio (M), y Bottom (B), en inglés: Inferior (I), que corresponden a los tipos de Ataque, Defensa y Auxiliar. Los jugadores también pueden activar diferentes efectos de conjunto cuando usan 2 o 3 estigmas del mismo conjunto. Los jugadores pueden obtener estigma a través de gacha, finalización de etapas, eventos y forjado. Después de que los jugadores obtienen un estigma, pueden mejorarlo, actualizarlo y refinarlo para mejorar las estadísticas y los efectos de estigma. Muchas de estas tienen representaciones de personajes históricos importantes de la vida real que se representan como versiones femeninas jóvenes de los originales.

#### Mejora de elementos
Los jugadores pueden mejorar las estadísticas de las Valkyrias "mejorando" (subiendo de nivel) las armas y los estigmas. La subida de nivel de los estigmas requiere un tipo de elemento de experiencia diferente al de las armas. Tras la mejora, el equipo puede obtener una mejor bonificación de efecto de sus atributos.

#### Actualización de elementos
Los jugadores pueden mejorar el efecto de los atributos del equipo mejorando las armas y los estigmas. Todas las armas o estigmas pueden mejorar el nivel de estrella a través de una "actualización". Después de la actualización, el límite de nivel máximo aumenta, lo que permite efectos más fuertes. Las armas y los estigmas más avanzados requieren materiales de actualización más avanzados. Los jugadores pueden obtener materiales de actualización desafiando etapas, accediendo al gacha y comprando en las tiendas.

#### Divisa
Las principales monedas son cristales y monedas, que tiene varios métodos de obtención tanto para jugadores free to play como para jugadores pay to win. La asterite es una moneda obtenida de varias fuentes diversas a lo largo del juego y se puede cambiar por suministros en tiendas específicas del menú Supply. Muchos de los modos de juego y eventos del juego tienen sus propias monedas y tiendas correspondientes.

### Mecánicas de combate
Las mecánicas de combate en Honkai Impact 3rd hacen referencia aquellos de Bayonetta y Devil May Cry. Las Valkyrias son desplegadas al campo de batalla y los jugadores las controlan con una perspectiva en tercera persona.
- Ataques: Las Valkyrias atacan utilizando ataques básicos, combo (posible si se presionan los botones en una secuencia específica), o ataques cargados (presionando el botón de ataque por un tiempo). Golpear a los enemigos con ataques básicos generan SP para la Valkyria. El SP es una forma de energía necesaria para poder lanzar habilidades de una arma o ultimates.
- Evasión y defensa: Las Valkyrias pueden eludir o levantar sus escudos (Bronya) para evitar o bloquear los ataques de los enemigos. Las evasiones definitivas o defensas perfectas son realizadas en un buen tiempo, y activan "habilidades de evasión" con efectos especiales que las Valkyrias pueden aprovechar.
- Cambio y QTE: En muchas misiones y retos, las Valkyrias son desplegadas en equipos de 3. El jugador puede intercambiar el uso de las Valkyrias en combate (e inicia un enfriamiento para la Valkyria, en el cual debe de esperarse para poder ser lanzada otra vez). Muchas Valkyrias tienen un "ataque de cambio" donde golpean al enemigo cuándo entran al campo de batalla. Cuándo ciertas condiciones se cumplen, un cambio "especial" conocido como evento de tiempo rápido (Quick Time Event o QTE, por sus siglas en inglés) puede ser activado para Valkyrias específicas (indicado por un destello alrededor del icono de ella). Cambiando a la Valkyria a tiempo le permite realizar la habilidad QTE que tiende a ser más potente que el "ataque de cambio". Algunas Valkyrias tienen una habilidad al salir de la batalla (como Celestial Hymn).
- Ultimates: Las Valkyrias poseen de un especial definitivo que normalmente cuesta mucho SP para ser activado y tiene un largo enfriamiento.
- Habilidades de arma: Algunas armas proporcionan habilidades activas que pueden ser lanzado para lanzar más daño, proporcionar buffs, o causar debuffs en los enemigos.
- Pasivas: Muchas armas, estigmas, y Valkyrias tienen bonificaciones pasivas que aplican durante el curso de la batalla, o cuándo las condiciones correctas están presentes.

## Requisitos técnicos del juego
Para Android:
| Requisitos mínimos | Requisitos mínimos                            |
| ------------------ | --------------------------------------------- |
| Procesador         | Qualcomm Snapdragon 730 y superior o similar. |
| Memoria RAM        | 2 GB                                          |
| Almacenamiento     | 15 GB de espacio disponible.                  |
| Sistema operativo  | Android 5.0 y superior.                       |

| Requisitos recomendables | Requisitos recomendables                      |
| ------------------------ | --------------------------------------------- |
| Procesador               | Qualcomm Snapdragon 865 y superior o similar. |
| Memoria RAM              | 4 GB                                          |
| Almacenamiento           | 15 GB de espacio disponible.                  |
| Sistema operativo        | Android 7.0 y superior.                       |

Para iOS (iPhone y iPad):
| Requisitos          | Requisitos                                               |
| ------------------- | -------------------------------------------------------- |
| Sistema operativo   | iOS 9.0 o superior.                                      |
| Modelos compatibles | - iPhone 6 o superior. - iPad 2.ª generación o superior. |
| Memoria RAM         | 2 GB                                                     |
| Disco duro          | 15 GB de espacio disponible.                             |

Para PC (Microsoft Windows):
| Requisitos mínimos | Requisitos mínimos                                                             |
| ------------------ | ------------------------------------------------------------------------------ |
| Procesador         | - Intel Core i3-6100 y superior o similar. - AMD FX-6300 y superior o similar. |
| Memoria RAM        | 8 GB                                                                           |
| Almacenamiento     | 15 GB de espacio disponible.                                                   |
| Gráficos           | RAM 2 GB                                                                       |
| Sistema operativo  | Windows 7 (se requiere 64 bit) y superior.                                     |
| DirectX            | DirectX versión 11                                                             |

| Requisitos recomendados | Requisitos recomendados                                          |
| ----------------------- | ---------------------------------------------------------------- |
| Procesador              | - Intel Core i5-8400 y superior. - AMD Ryzen R5-1600 y superior. |
| Memoria RAM             | 8 GB                                                             |
| Almacenamiento          | 15 GB de espacio disponible.                                     |
| Gráficos                | RAM 6 GB                                                         |
| Sistema operativo       | Windows 10 (se requiere 64 bit) y superior.                      |
| DirectX                 | DirectX versión 11                                               |

## Facciones
La historia de Honkai Impact 3rd tiene lugar en un universo paralelo. 

### Honkai
El Honkai es un fenómeno sobrenatural que se manifiesta a sí misma de muchas maneras, incluyendo enfermedades infecciosas (e incluso virus digitales), humanos infectados (zombis), desastres naturales, bestias Honkai y Herrschers, estos últimos son seres humanos poseídos por la energía Honkai con superpoderes que desafían las leyes físicas y se han entregado a la voluntad de este. La amenaza Honkai será el principal adversario para el jugador (es decir, el Capitán del acorazado Hyperion). Curiosamente, el Honkai crece y evoluciona con la civilización humana y su progreso tecnológico, y parece enfocarse en su único objetivo, la destrucción de toda la humanidad conocida. Irónicamente, la energía Honkai también es extremadamente útil, y varias organizaciones humanas la han aprovechado para generar un poder masivo. 

### Fire Moth/THE MOTH WHO CH△SE THE FL△MES (MOTH)
Polilla de Fuego/La POLILLA que Persigue las Llamas o MOTH, como acrónimo de Myrmidons of Taskforce Honkai (en inglés, Mirmidones de Trabajo Honkai) fue una organización mundial Anti-Honkai de la Era Anterior con sede en Nagazora City, que poseía tecnología que impulsadas por energía Honkai junto con un proyecto del Dr. MEI para crear soldados fortalecidos y modificados genéticamente llamados MANTIS: Massively Augmented Neo-Tech Integrated Soldiers (en inglés, Soldados Integrados de Neo-Tecnología Masivamente Aumentados), siendo más eficaces en la lucha contra el Honkai, implantando genes Honkai modificados en estos llamados Meta-Morph ICHOR: Intra-Chromosomal Honkai Gene Repeats (en inglés, Repeticiones Intra-Cromosómicas del Gen Honkai). Desafortunadamente, el Honkai los eliminó, dejando solo fragmentos de las tecnologías y legados para que se los use la Era Actual.

### Schicksal
Schicksal (en alemán: Schicksal, lit. 'Destino') es una organización humana establecida en Europa Occidental para luchar contra el Honkai. Tres grandes familias (Apocalypse, Schariac y Kaslana) lideran Schicksal. Esta organización se convirtió en una de las fuerzas más poderosas en la Tierra, con sucursales regionales establecidas en todo el mundo. Schicksal está gobernado por un Supervisor, que también es esencialmente uno de los individuos más poderosos del planeta. El actual gobernante Supervisor de Schicksal es Otto Apocalypse. 
Además de las sucursales regionales, Schicksal también tiene varias divisiones militares y de investigación. Las Valkyrias (o Valkyrja en nórdico antiguo) son unidades de mujeres guerreras dotadas que exhibían ciertos grados de resistencia al Honkai. Estas guerreras eventualmente se convertirían en el principal brazo militar de Schicksal y se consideraban la mejor defensa de la humanidad para luchar contra el Honkai. Laboratorios de investigación e instalaciones como Helheim y St. 1504 fueron construidos para desarrollar tecnologías que incluyan mechas avanzados y armamento Honkai. 
Una instalación de Schicksal importante para el jugador sería St. Freya High, una escuela de entrenamiento para Valkyrias establecida por Theresa Apocalypse (nieta adoptada del Supervisor Otto). 

### Anti-Entropy (AE)
En inglés, Anti-Entropía (AE) solía ser la Rama de Schicksal en América del Norte hasta que declaró su independencia en 1955 después del incidente en Nueva York donde los científicos disidentes Tesla, Einstein, y un Herrscher llamado Welt Joyce, rechazaron los intentos de Otto de mantenerlos bajo el liderazgo de Schicksal. A diferencia de Schicksal, AE prefería pelear con los Honkai usando unidades mecánicas de trabajo pesado en lugar de Valkyrias. 

### World Serpent
En inglés, Serpiente Mundial, es una organización secreta que lleva el nombre de Jormungand (también conocida como la serpiente de Midgard o la serpiente mundial). La serpiente mundial no cree en luchar contra el Honkai, y cree que la humanidad solo puede sobrevivir descubriendo cómo coexistir con el Honkai. 

### Massive Electric Corporation (ME Corp)
En inglés, Corporación Eléctrica Masiva, es una compañía de alta tecnología que una vez dirigió Ryoma Raiden. Mei Raiden, hija de Ryoma, una de las Valkyrias controladas por el jugador, solía ser la heredera de esta compañía multimillonaria hasta que su padre cayó en desgracia.

## Ubicaciones

### St. Freya High
En inglés, Escuela Secundaria Sta. Freya, es una escuela secundaria fundada por Theresa Apocalypse para entrenar a chicas superdotadas en Valkyrias. Kiana, Mei y Bronya comienzan en el juego como estudiantes de este lugar, mientras que Himeko Murata trabaja allí como instructora de las Valkyrias y capitana del lugar. 

### Nagazora City
En inglés, Ciudad Nagazora, es un escenario ficticio del brote Honkai en 2014 que transformó a los residentes de la ciudad en zombis o bestias Honkai. Nagazora también es donde se encuentra la Sede de ME Corp (Massive Electric Corporation). 

### Sede de Schicksal
La Sede de Schicksal, la organización más poderosa de la Tierra, es un complejo de islas flotantes de alta tecnología en los cielos del Mediterráneo. La ubicación se introdujo en el Capítulo VIII y sirve como la segunda ubicación de mundo abierto en el juego. La Sede general de Schicksal está equipado con laboratorios y fábricas de alta tecnología, y es probablemente el lugar donde reside el Supervisor Otto Apocalypse. 

### Soukai City
En inglés, Ciudad Soukai, es una ciudad ficticia ubicada en Shenzhou. Tiene una población masiva, y St. Freya High se puede encontrar muy cerca. La compañía del juego conocida como miHoYo también se puede encontrar en esta ciudad. 

### Yae Village
En inglés, Pueblo Yae, es un pueblo ficticio en la provincia de Shinano. Este es el lugar donde tiene lugar el mundo abierto de Sakura Samsara. 

### Arc City
En inglés, Ciudad Arc, es una metrópolis ficticia de alta tecnología ubicada en Shenzhou presentada en el Capítulo IX - EX-1. Una de las pocas ciudades sobrevivientes después de la tercera erupción Honkai que tuvo lugar en 2016. 

### The Deep
En inglés, Lo Profundo, es una ruina submarina ficticia de la Era Anterior en La Fosa de las Marianas introducida en el Capítulo X. A pesar de ser profunda bajo el agua, el lugar está bastante bien iluminado gracias a la bioluminiscencia. El Ojo de la Profundidad, una grieta que une al Sea of Quanta, se puede encontrar aquí. 

### Sea of Quanta
En inglés, Mar de Quanta, es un espacio imaginario que sirve como un estanque que recoge materia y restos de otros universos paralelos. 

## Trama
El contenido siguiente está basado en las versiones lanzadas en todos servidores disponibles. La trama del juego comienza en el 2016 con el primer primer personaje jugable, Kiana Kaslana, junto con otras Valkyrias como Raiden Mei y Bronya Zaychik que son introducidas y se desbloquean en la selección mientras la historia progresa.
| Bloque                                         | Capítulo                                            | Descripción de la trama |
| ---------------------------------------------- | --------------------------------------------------- | --- |
| Bloque I: Donde comenzaron los sueños          | Capítulo I: Crepúsculo, Chicas, Acorazado           | Kiana Kaslana, una Valkyria en entrenamiento, es enviada a una misión para parar un acorazado fugitivo la Selene de chocar en una ciudad. Mientras intenta mantener la Selene bajo control, Bronya Zaychik se infectó e intento atacar a sus amigos. Kiana y Mei pudieron controlarla. Las Valkyrias frenaron con éxito la Selene y se dirigieron al St. Freya High (donde las chicas eran entrenadas para obtener el completo derecho de ser Valkyrias). |
| Bloque I: Donde comenzaron los sueños          | Capítulo II: Voz en los Sueños                      | Las jóvenes Valkyrias aprendices Kiana, Mei, y Bronya se preparan para su examen final, mientras que Kiana experimenta sueños extraños durante las noches donde una voz misteriosa le habla acerca de su padre Siegfried Kaslana quién desapareció hace varios años y de su madre Cecilia Schariac quien nunca conoció. El examen final se complicó aún más con la visita repentina de Rita Rossweisse, una agente enviada por la Sede de Schicksal. Kiana logró vencer con éxito el reto final con la ayuda de sus amigos, solo para desmayarse después de la agotadora lucha y encontrando la voz misteriosa otra vez. |
| Bloque II: El fin del destino                  | Capítulo III: Poema del Viento                      | Las nuevas Valkyrias Kiana, Mei, y Bronya fueron entonces enviadas a la Sede de Schicksal de Oceanía para recuperar una de las cuatro gemas Herrscher, la Gema de Deseo. Justo antes de su llegada, una erupción Honkai tuvo lugar y destruyó la Sede de Oceanía, dejando una superviviente de nombre Wendy, una ex-Valkyria cuyo cuerpo fue utilizado como el recipiente para guardar la inestable Gema. Las Valkyrias entonces descubren que fue Wendy quien causó la erupción Honkai a raíz de su aversión contra Schicksal por lisiarla y dejarla incapaz de caminar. Mientras las Valkyrias lucharon para derrotar Wendy en su forma Herrscher del Viento, Bronya fue otra vez controlada por la ejecutivo de Anti-Entropy, Cocolia (y madre adoptiva de Bronya en el Orfanato de Cocolia). Bronya y mechas Titan de AE vencen y capturan a Wendy y a Mei mientras que Kiana fue dejada atrás. |
| Bloque II: El fin del destino                  | Capítulo IV: La Traición tiene una Sonrisa Plateada | La instructora de Valkyrias Himeko Murata, la Directora Theresa Apocalypse, y Kiana se dirigieron entonces en una misión para poder rescatar a Mei. Las Valkyrias se infiltraron en ME Corp (adquirida a la fuerza por AE) para encontrar a Bronya que custodiaba a Mei. Bronya optó por desobedecer a su madre adoptiva Cocolia quemando su chip cerebral, permitiendo que las Valkyrias escaparan con Mei y una inconsciente Bronya. |
| Bloque II: El fin del destino                  | Capítulo V: Reencuentro en la Tundra                | Para encontrar una cura para Bronya, la directora Theresa fue a los archivos secretos debajo de la catedral St. Freya. Kiana la siguió en secreto, e ingresó en los archivos virtuales también, solo para encontrarse a sí misma en una renderización histórica de Siberia en el año 2000 durante la 2.ª guerra Honkai. Ella conoce a su padre Siegfried Kaslana, Theresa (una rendición histórica que no reconoció Kiana), e incluso su madre Cecilia Schariac. |
| Bloque II: El fin del destino                  | Capítulo VI: El Prisionero de Babilonia             | Kiana ingresó a la Torre de Babilonia, una instalación de búsqueda operada por Schicksal, y luchando junto a su madre Cecilia para derrotar Sirin, la 2.ª Herrscher y la causa de la 2.ª erupción Honkai. La Directora Theresa aparece de repente y pregunta a Kiana como fue que ingresó a los archivos. Fu Hua entonces entra a la escena y reveló su identidad como una agente de Schicksal con órdenes de atrapar a Kiana y traerla a la Sede de Schicksal, una isla flotante por encima del Mediterráneo, misión que logró hacer exitosamente. |
| Bloque III: Bajo el cielo cayendo              | Capítulo VII: Levanta la Espada de Rebelión         | Después de su captura, Supervisor Otto Apocalypse (el dirigente de Schicksal y uno de los individuos más poderosos en el mundo) expuso a Kiana (revelada a ser K-423) a extremadamente niveles altos de energía Honkai para despertar la Gema de Serenidad dentro de ella y traer de vuelta a la 2.ª Herrscher Sirin. Theresa Apocalypse escogió rebelarse contra Schicksal y alió sus fuerzas con las científicos de Anti-Entropy (AE) Einstein y Tesla para detener a Otto. |
| Bloque III: Bajo el cielo cayendo              | Capítulo VIII: Voluntad del Herrscher               | La alianza de la Sede del Lejano Este se rebela y AE exitosamente hace una apertura en la Sede de Schicksal, pero Rita Rossweisse y Fu Hua lograron vencer a las fuerzas rebeldes dirigidas por Himeko Murata y Dr. Tesla. La despertada Sirin (utilizando el cuerpo de Kiana como anfitrión) entonces hizo su aparición y atacó las fuerzas rebeldes también. |
| Bloque III: Bajo el cielo cayendo              | Capítulo IX: Viaje para el Mañana                   | Sirin (a través de su cuerpo anfitrión Kiana) causó caos, derrotando Mei y tomando la Gema de Conquista de su cuerpo. Mientras la batalla empeoraba, Fu Hua en secreto liberó a Himeko y Tesla. Entonces ellas se aventuraron a través de los laboratorios Helheim y localizaron un prototipo Godsbane battlesuit (Vermilion Knight: Eclipse) y un suero Anti-Honkai. Himeko se armó y llegó a la escena de batalla donde lucha contra la 2.ª Herrscher Sirin. En su desesperación, Einstein lanza una explosión de bajo poder del rayo Anti-Honkai. Aunque parecía estar lastimada, Sirin fue capaz de buscar refugio en el Espacio Imaginario. Entonces Benares, el dragón de Sirin, atacó la Hyperion. Himeko vence a la bestia, solo para ser arrastrada al Espacio Imaginario donde la completamente recuperada Sirin luchó otra vez. Después de una lucha brutal, Himeko logró inyectar el suero Anti-Honkai, liberando a Kiana del control de Sirin. Entretanto, Theresa y fuerzas de Anti-Entropy fueron forzadas a escapar de Schicksal HQ cuándo la derrota parecía segura. El segundo despertar de Sirin inició un desastre a escala global que devastó por completo el planeta entero por 4 meses. Solo algunas ciudades grandes quedaron en pie. El paradero de Himeko (ya fallecida) y Kiana, aún se encuentra desconocido. |
| Bloque III: Bajo el cielo cayendo              | Capítulo IX-EX-1: Acechador de Arc                  | Pasaron 4 meses después del despertar de Sirin. La devastación global se produjo, dejando solo una serie de metrópolis, así como Arc City, siendo estos los últimos bastiones de la civilización humana. Las Valkyrias rebeldes lideradas por Theresa y los Dres. Einstein y Tesla de AE intentaron reunirse con un comerciante de inteligencia llamado Gray Serpent en Arc City. Mientras tanto, el Supervisor Otto Apocalypse de Schicksal envió a Rita Rossweisse a recuperar la misma información que Theresa buscaba. Rita mató a Gray Serpent y tendió una trampa para acabar con los rebeldes. Los rebeldes se vieron obligados a luchar por su supervivencia. |
| Bloque III: Bajo el cielo cayendo              | Capítulo IX-EX-2: Serpiente Oscura                  | Las Valkyrias rebeldes lideradas por Teresa y los Dres. Einstein y Tesla huyeron de Arc City e intentaron despertar el Ningyo (una computadora cuántica humana que adquirieron durante su misión frustrada en Arc City), pero de repente recibe una llamada de Cocolia, la Matushka de Bronya de su tiempo en el Orfanato de Cocolia. Cocolia convenció a las chicas para que se reunieran con ella en un lugar designado para reubicar la Gema del Deseo. Sin embargo, su transmisión fue interrumpida por la Serpent (quién murió en el Capítulo IX-1 obviamente siendo un duplicado de sí mismo) que se metió en el acorazado. Bronya intentó contrarrestar esta amenaza y enfrentó a sus demonios internos una vez más. |
| Bloque IV: Desde el océano profundo            | Capítulo X: Bajo The Deep                           | Los rebeldes llegaron a las coordenadas que les dio Cocolia, una ruina submarina de la Era Anterior conocida como The Deep. La Profundidad pasa a ser el escenario del Ojo de la Profundidad, una entrada al Sea of Quanta construida durante la Era Anterior. Cocolia afirmó haber perdido la gema del deseo en el mar y pidió a los rebeldes que la recuperaran. Después de luchar contra un ataque de Schicksal, los rebeldes trataron de localizar la Gema, mientras que Bronya se negó a reconciliar sus diferencias con Cocolia, dada la historia de esta última de manipularla para hacer daño a sus amigos (Wendy y Mei), aunque se mantuvo en buenas relaciones con los viejos. amigos en el orfanato (las gemelas Olenyeva, Rozaliya y Liliya). El día en que se suponía que las chicas se aventuraban en el Sea de Quanta, el Dr. Einstein desapareció mientras un antiguo terror emergía del Ojo. Después de una batalla difícil, Bronya decidió entrar al mar sola. El capítulo terminó cuando Bronya conoció a un joven misterioso en un ambiente extraño. |
| Bloque IV: Desde el océano profundo            | Capítulo XI: Profundo Extremo del Mar               | |
| Bloque IV: Desde el océano profundo            | Capítulo XI-EX: Cielos Vacíos y Estancia de Diane   | |
| Bloque IV: Desde el océano profundo            | Capítulo XII: Llanura de Vigrid                     | |
| Bloque V: Una estrella fugaz cruzando la noche | Capítulo XIII: ARC Nocturno                         | |
| Bloque V: Una estrella fugaz cruzando la noche | Capítulo XIV: Dispersar la Oscuridad                | |
| Bloque VI: Elegía al ayer                      | Capítulo XV: La Chica Pródiga Regresa               | |
| Bloque VI: Elegía al ayer                      | Capítulo XVI: Tormenta Inminente                    | |
| Bloque VI: Elegía al ayer                      | Capítulo XVII: Truenos sobre Nagazora               | |
| Bloque VII: Aquí yace Bellflower               | Capítulo XVIII: Desde lechos de nieve eterna        | |
| Bloque VII: Aquí yace Bellflower               | Capítulo XIX: En la Tierra fluye el agua            | |
| Bloque VIII: Sueño Taixuan                     | Capítulo XX: Fénix Inmortal                         | |
| Bloque VIII: Sueño Taixuan                     | Capítulo XXI: Alas del despertar                    | |
| Bloque VIII: Sueño Taixuan                     | Capítulo XXII: Yo y yo mismo                        | |

## Línea de tiempo
La línea de tiempo de los eventos de Honkai Impact 3rd se puede consultar en su historia, crónicas y manga oficial. 
- Hace unos 50 000 años: El Honkai derrotó a la civilización humana de alta tecnología de la Era Anterior, que abarcaba a todo el mundo. Los sobrevivientes fueron en busca de la civilización de la Era Actual (mundo moderno).
- 2717 a. C.: Se registró el primer caso de animales infestados con Honkai (bestias Honkai).
- Siglo XIV: Schicksal, una organización establecida en Europa, comenzó a luchar contra los Honkai usando nuevas armas y logró una ventaja en la Guerra Honkai.
- 1470 d. C.: El Honkai inició la Gran Plaga en Europa, matando a millones de personas. En el mismo año, Schicksal inició una campaña hacia el este para conquistar Asia.
- 1475 d. C.: Los ejércitos de Schicksal sufrieron una derrota contra el Imperio Ming en la Batalla de las Estepas Kipchak.
- 1478 d. C.: Kallen Kaslana, una Valkyria y leyenda de su época, fue ejecutada por Schicksal por robo de un artefacto clave (con figura de una caja púrpura) con la que se realizaban experimentos inhumanos por parte del Shicksal. Se creía que esta caja tenía los secretos para derrotar al Honkai.
- 1952 d. C.: 1.ª erupción Honkai. La ciudad de Berlín fue el epicentro y la erupción destruyó por completo la ciudad. La 1.ª Herrscher (nombre en clave: Ω, luego dado el nombre de Welt Joyce) se recuperó de este evento.
- 1955 d. C.: La División de Schicksal de América del Norte declaró su independencia y cambió su nombre a Anti-Entropy.
- 1972 d. C.: Nacimiento de Theresa Apocalypse, un clon de Kallen Kaslana cultivado en cubas con algunos genes Honkai agregados.
- 2000 d. C.: 2.ª erupción Honkai. El evento tuvo lugar en Siberia, en la Torre de Babilonia (un centro de investigación propiedad de Schicksal). Para derrotar a la 2.ª Herrscher (Sirin), Schicksal movilizó a todas sus Valkyrias y lanzó todas sus municiones fisionables Honkai. Siberia y el Lejano Oriente Ruso fueron destruidos.
- 2014 d. C.: Brote Honkai en Nagazora. El evento fue contenido y la 3.ª Herrscher (Mei Raiden) fue inscrita como estudiante en St. Freya High para ser monitoreada por Schicksal.
- 2016 d. C.: 3.ª erupción Honkai. El evento tuvo lugar la mismísima Sede de Schicksal cuando el segundo Herrscher (Sirin) fue revivido en el cuerpo de un anfitrión. El mundo fue devastado en los 4 meses siguientes, dejando solo unas pocas metrópolis como los últimos bastiones de la civilización humana.

## Personajes

### Personajes jugables
Las Valkyrias comienzan como chicas con una notable resistencia al Honkai. Luego son reclutadas por Schicksal y entrenadas para convertirse en soldados sobrehumanos encargados de luchar contra el Honkai y defender a la humanidad. El jugador comienza el juego como el Capitán que dirige la Escuadrón V de Valkyrias de la División del Lejano Oriente. Las Valkyrias y sus trajes de combate se clasifican en 5 tipos: Siendo los primeros Mech (MECH), Biologic (BIO) y Psychic (PSY) los cuales se basan en un sistema basado en piedra, papel o tijera donde estos tienen ventajas y desventajas según el tipo de enemigo y su propio tipo. Los otros 2 tipos son Quantum (QUA) e Imaginary (IMG) están en desventaja entre sí, y son neutrales, superiores o inferiores con respecto a los tres tipos anteriores y sobre ellos mismos. De la misma forma, los trajes de combate de las Valkyrias se dividen en los rangos siguientes jerarquizados del más bajo al más alto: B, A, S, SS y SSS, y estos puede aumentar según los recursos disponibles y cada traje tiene su propio rango base. 
| Nombre | Fecha de nacimiento y edad | Lugar y país de origen             | Descripción e historia | Doblaje chino                                                                 | Doblaje japonés  | Arma y estilo de pelea | Trajes de combate (tipo y rango base) |
| --- | --- | ---------------------------------- | --- | ----------------------------------------------------------------------------- | ---------------- | --- | --- |
| - Original: Kiana Kaslana - Chino: 琪亚娜·卡斯兰娜 - Japonés: キアナ・カスラナ                                       | 7 de diciembre de 1998 (23 años)                                                                                                  | Desconocido                        | Es una Valkyria joven, temeraria y, en ocasiones, desatenta, y la protagonista de la historia. También se le conoce como K-423 al ser un experimento clon, habiéndose revelado el paradero recientemente de la verdadera Kiana en el capítulo XXVIII de la historia oficial del juego. Fue estudiante de la Academia Chiba en la ciudad de Nagazora durante el brote de 2014, y logró someter a Mei Raiden, quién se transformó en Herrscher. Theresa Apocalypse la inscribió en St. Freya High después de que se contuviera el Brote de Nagazora. Kiana tiene especial interés en buscar a su padre (Siegfried Kaslana) que desapareció cuando ella cumplió 12 años, y desde que nació, además, nunca conoció a su madre, Cecilia Schariac. | Tao Dian (陶 典)                                                              | Rie Kugimiya     | Usa pistolas dobles y lucha usando el kata especial de la casa Kaslana para las armas.                                                                                      | - [MECH - B] White Comet (traje de combate de 3.ª generación) - [MECH - A] Valkyrie Ranger (uniforme escolar) - [MECH - A] Void Drifter (traje de combate controlado) - [PSY - A] Divine Prayer (hábito formal) - [BIO - S] Knight Moonbeam (traje de combate de 4.ª generación) - [BIO - S] Herrscher of the Void (traje de combate misterioso y poderoso) - [PSY - S] Herrscher of Flamescion (evolución de Valkyrie Ranger adquiriendo las 5 gemas Herrscher, siendo considerada la última generación) - [IMG - S] Herrscher of Finality (traje de combate misterioso y poderoso)                                                                                                |
| - Original: Raiden Mei - Chino: 雷電芽衣 - Japonés:らいでん めい                                                     | 13 de abril de 1997 (25 años) | Japón                              | Es una Valkyria que nació de Ryoma Raiden, CEO y director de ME Corp, y una vez fue respetada e idolatrada por sus compañeros de clase en la Academia Chiba. Sin embargo, rápidamente quedó aislada cuando su padre, Ryoma, se convirtió en un criminal tras acusaciones de fraude y delitos económicos. Luego, Mei se transformó en un Herrscher (nombrado por Schicksal como la 3.ª Herrscher) e inició el Brote de Nagazora 2014 que literalmente eliminó a toda la ciudad de sus habitantes humanos antes de ser sometida por Kiana, quien cambiaría la personalidad reservada y apática de Mei, por una más amable, gentil y cordial a medida que la conoce. Theresa también la inscribió como estudiante de St. Freya High para convertirla en una Valkyria. | Jiang Jingju (蒋静菊)                                                         | Miyuki Sawashiro | Es considerada una maestra en el arte de las katanas. Mei fue entrenada, desde temprana edad, en el kenjutsu de Hokushin-Itto-Ryu.                                          | - [BIO - B] Crimson Impulse (traje de combate de 3.ª generación) - [BIO - A] Valkyrie Bladestrike (uniforme escolar) - [BIO - A] Striker Fulminata (traje de combate aumentada desarrollada por la Dr. Tesla) - [MECH - A] Shadow Dash (armadura de la vieja escuela) - [MECH - A] Danzai Spectramancer (traje de combate) - [PSY - S] Lightning Empress (traje de combate elementalista) - [PSY - S] Herrscher of Thunder (traje de combate misterioso y poderoso) - [IMG - S] Herrscher of Origin (traje de combate misterioso y poderoso) |
| - Original: Bronya Zaychik - Chino: 布洛妮娅·扎伊切克 - Japonés: ブローニャ・ザイチク                                | 18 de agosto de 2000 (22 años) | Siberia, Rusia.                    | Es una Valkyria que quedó huérfana durante la 2.ª Erupción Honkai en el mismo año. Se vio obligada a luchar como un niño soldado y demostró ser una asesina letal. En 2012, fue derrotada por Cocolia (a quien fue enviada a asesinar) y admitida como huérfana en su orfanato. Resultó que Cocolia estaba trabajando con Anti-Entropy y realizando pruebas en niños huérfanos. Bronya también fue sometida a la prueba (conocida como Experimento X-10), lo que provocó la destrucción de sus centros límbicos (emotivos) y la paralización de sus piernas. Sin embargo, Bronya regresó al mundo real con un extraño simbionte robótico conocido como Project Bunny, el cual le ayudó a recuperar movilidad en sus piernas, aunque prefiere flotar. | hanser (普通話)                                                               | Kana Asumi       | Utiliza armas pesadas como cañones montados en vehículos gracias al manejo de Project Bunny.                                                                                | - [PSY - B] Valkyrie Chariot (uniforme escolar) - [BIO - A] Snowy Sniper (atuendo militar) - [PSY - A] Yamabuki Armor (traje de combate de 3.ª generación) - [PSY - A] Drive Kometa (traje de combate aumentada desarrollada por la Dr. Tesla) - [PSY - A] Wolf's Dawn (atuendo formal) - [MECH - S] Dimension Breaker (avatar de juego personalizado) - [BIO - S] Black Nucleus (arnés de combate AE) - [MECH - S] Herrscher of Reason (traje de combate misterioso y poderoso) - [PSY - A] Haxxor Bunny (avatar de juego personalizado) - [BIO - S] Silverwing: N-EX (traje de combate de 4.ª generación) - [IMG - S] Herrscher of Truth (traje de combate misterioso y poderoso) |
| - Original: Himeko Murata - Chino: 無量塔姫子 - Japonés: むらた ひめこ                                               | 11 de junio de 1987 - 29 de febrero de 2019 (31 años) (fallecida)                                                                 | Japón                              | Fue una Valkyria de una personalidad responsable, sensual y despreocupada aunque también, desorganizada y con problemas de alcoholismo. El padre de Himeko Murata, Murata Ryusuke era un investigador de biotecnología que trabajaba para Schicksal. Ella era prodigiosa y logró ingresar a Caltech en física y en ingenierías tanto aeroespacial como espacial, pero optó por terminar su carrera académica y unirse a las Valkyrias de Schicksal después de que su padre fuera asesinado en un accidente durante su investigación sobre el Honkai. A pesar de su baja resistencia al Honkai, Himeko lo compensó con mucho trabajo y esfuerzo. Tras una pelea para controlar a Sirin se encuentra fallecida en un paradero desconocido. | Tang Suling (林 簌)                                                           | Rie Tanaka       | Himeko es una hábil usuario de armas a dos manos como espadones. | - [BIO - B] Battle Storm (atuendo simple) - [BIO - A] Valkyrie Triumph (uniforme formal) - [MECH - A] Scarlet Fusion (prototipo de traje de batalla Nexus) - [PSY - S] Blood Rose (traje de salón de baile) - [PSY - A] Arctic Kriegsmesser (traje de combate de 3.ª generación) - [MECH - S] Vermilion Knight: Eclipse (traje de combate de 4.ª generación) |
| - Original: Theresa Apocalypse - Chino: 德丽莎·阿波卡利斯 - Japonés: テレサ・アポカリプス                            | 28 de marzo de 1972 (50 años) | Europa del Norte                   | Theresa es un clon de la legendaria Valkyria Kallen Kaslana (siendo su nombre de experimento A-310), empalmada con los genes de una bestia Honkai de nombre "Vishnu", creada por el Supervisor de Schicksal Otto Apocalypse, como un intento de revivir a Kallen. Debido a razones desconocidas, no pudo madurar más allá de los 12 años. Sin embargo, Otto la adoptó como su nieta y la llamó Theresa Apocalypse. Theresa demostró ser una Valkyria experta y altamente resistente al Honkai. Luchó en la 2.ª erupción Honkai y sobrevivió, después de tal evento, estableció St. Freya High en el Lejano Oriente. Su personalidad se caracteriza por ser amable, solidaria y a veces infantil. Suele ser apodada como Teri-Teri o TeriRi por el resto de Valkyrias. | Sky (花 玲)                                                                   | Yukari Tamura    | Theresa tiene una fuerza extraordinaria que le permite llevar armas cruciformes masivas.                                                                                    | - [PSY - A] Valkyrie Pledge (uniforme escolar) - [MECH - S] Violet Executer (traje de batalla) - [MECH - A] Twilight Paladin (traje de combate de 3.ª generación) - [PSY - A] Sakuno Rondo (traje de miko japonés) - [BIO - S] Celestial Hymn (traje formal) - [BIO - A] Luna Kindred (traje de monja) - [BIO - A] Starlit Astrologos (Zhuge Kongmin) (traje de aspecto más tradicional) |
| - Original: Fu Hua - Chino: 符华 - Japonés: フ カ                                                                    | 9 de febrero (Edad confidencial teniendo alrededor de 50,000 años, pero su apariencia es de 17 años)                              | Shenzhou (ciudad ficticia), China. | Fu Hua es la supervisor de clase de Kiana, Mei y de Bronya en St. Freya High y también fue considerada por Theresa y Himeko como la mejor estudiante de la escuela. De personalidad estoica, distante y fría, aparentemente parece a simple vista una Valkyria joven, al igual que Theresa y Himeko es de las Valkyrias más longevas. A pesar de no tener compatibilidad o capacidad de manipulación con la energía Hoankai, esta es suplida con energía Qì, producto de sus entrenamientos en el dōjō y su entorno, gracias a las enseñanzas de sus padres. | BananaMace (陆敏悦)                                                           | Minami Takayama  | Fu Hua es una experta artista marcial luchando a base de golpes (con ayuda de guanteletes) y patadas.                                                                       | - [PSY - A] Valkyrie Accipiter (uniforme escolar) - [PSY - A] Hawk of the Fog (traje de combate de 3.ª generación) - [PSY - S] Phoenix (un traje de aspecto más tradicional) - [BIO - A] Night Squire (traje formal) - [MECH - S] Shadow Knight (traje de batalla de 4.ª generación) - [PSY - S] Azure Empyrea (un traje de aspecto más tradicional) - [BIO - S] Herrscher of Sentience (un traje de combate misterioso y poderoso) |
| - Original: Kallen Kaslana - Chino: 卡莲·卡斯兰娜 - Japonés: カレン・カスラナ                                        | 1453 - 1477 (Edad confidencial y tenía 24 años) (fallecida). (Actualmente, tiene alrededor de 500 años)                           | Desconocido                        | Fue una Valkyria legendaria en su época, descendiente del linaje Kaslana, una familia europea muy reputada y caracterizada por sacrificar lo que sea para ayudar y proteger a otros, y una de las 3 familias principales que fundaron Schicksal, junto con los Apocalypse y los Schariac. Es la hija mayor de Francis, el líder de la 29.ª generación de la familia Kaslana. Revive en la actualidad como "Personaje del Despertar del Alma" reencarnando en el cuerpo de Kiana, cuando el jugador la usa como Valkyria, murió por desafiar a Schicksal. Fue amiga de la infancia y el primer interés amoroso de Otto Apocalypse y quién introduciría a este al combate en contra del Honkai. Se caracteriza por ser solidaria, amable y humilde, muy parecida a la personalidad de Theresa. | Chen Yiwen (陈奕雯)                                                           | Mizuki Nana      | Al igual que Kiana, es hábil en la lucha con pistolas dobles, tiene el aliciente de llevar un arma cruciforme como la de Theresa, aunque de forma secundaria.               | - [MECH - A] Imayoh Ritual (traje de combate) - [PSY - S] Sixth Serenade (traje para pasar inadvertido, basado en Robin Hood) - [MECH - A] Sündenjäger (traje de hábito formal) - Boss (exclusivo como enemigo y de modos como Memorial Arena, siendo su traje de monja) |
| - Original: Yae Sakura - Chino: 八重樱 - Japonés: やえ さくら                                                        | 22 de julio (Edad confidencial, teniendo alrededor de 500 años)                                                                   | Japón                              | Nacida como la hija mayor del jefe del miko de la Yae Village en el Lejano Oriente, y fungiendo finalmente como sacerdotisa de este, incluso tras haber sacrificado a su hermana menor Yae Rin, a quién Yae Sakura quería y estimaba a pesar de ser enfermiza, esto con el fin de atraer fertilidad a la villa. Es la única pseudo-Herrscher con un núcleo condensado, y su poder Honkai no es diferente al de Herrscher. En el juego, al igual que en el caso de Kallen, Yae está muerta y por lo tanto, toma prestado el cuerpo de Mei y revive en el mundo actual como "Personaje del Despertar del Alma". Tiene una personalidad fría, seria y leal, aunque con Kallen esta actiud es cambiada por una más amable, cariñosa y caritativa. | Du Mingya (杜冥鸦)                                                            | Ayane Sakura     | Es una usuario audaz y rápida con la katana al igual que Mei. | - [BIO - A] Gyakushinn Miko (traje de miko japonés modernizado) - [MECH - S] Goushinnso Memento (SIM del Elysian Realm) - [BIO - A] Flame Sakitama (un traje de combate influenciado por un Herrscher) - [BIO - A] Darkbolt Jonin (Yae Kasumi) (traje de batalla) |
| - Original: Seele Vollerei - Chino: 希儿·芙乐艾 - Japonés: ゼーレ・フェレライ                                        | 18 de octubre de 2000 (22 años)                                                                                                   | Estonia                            | Es una Valkyria huérfana joven de actitud cariñosa, gentil, tímida e insegura, también criada en el Orfanato de Cocolia con otras Valkyrias como Bronya (con quien tiene una relación especial) y las gemelas Olenyeva. Posee estigmas por naturaleza, y una de ellas se manifiesta en forma de flor en su cuerpo, dando a luz a Veliona, un alter ego, la opuesta de Seele quien se comporta de forma soberbia, despiadada y cruel. Actualmente, está desaparecida del mundo real yendo a parar en el Sea of Quanta, luego de que se ofreciera como voluntaria para reemplazar a Bronya en el Experimento X-10, consistente en desarrollar Valkyrias humanoides para combatir contra el Honkai, usando a niños huérfanos rescatados y/o traficados después de la 2.ª erupción del Honkai. | Tang Yajing (唐雅菁)                                                          | Mai Nakahara     | Es capaz de manejar rápidamente la guadaña en combate. | - [QUA - A] Swallowtail Phantasm (traje de combate de 3.ª generación) - [QUA - S] Stygian Nymph (traje de hábito formal) - [QUA - S] Starchasm Nyx (traje de combate de 4.ª generación) |
| - Original: "Durandal" Bianka Ataegina - Chino: 幽兰黛尔·比安卡·阿塔吉娜 - Japonés: デュランダル・ビアンカ・アテギナ | - 1 de enero de 2000 (22 años) (Cumpleaños elegido en el orfanato) - 7 de diciembre de 1998 (23 años)(Cumpleaños verdadero)       | Desconocido                        | Es la Valkyria más fuerte de Schicksal y del mundo, destacando por su disciplina, rapidez e impulsividad. Se sabe poco sobre sus orígenes, creció en un orfanato en Sochi, un lugar que perseguía los mismos fines que el Orfanato de Cocolia respecto a la experimentación con niños tras la 2.ª erupción del Honkai. En el capítulo XXVIII de la historia oficial del juego, se revela que la Kiana Kaslana original se trata de esta Valkyria, y básicamente es la hermana biológica de Kiana Kaslana (K-423). Esta capitana del escuadrón de Valkyrias "Inmortal Blades", es más conocida por su apodo "Durandal", que por su nombre Bianka Ataegina, dado por Otto; apodo puesto gracias a la espada que encontró junto con su supervisora (y su ahora ayudante) Rita Rossweisse en el Sea of Quanta, cuyo dueño anterior de la espada era Roldán, un paladín de Carlomagno, y la cual se fusionaría con ella. Actualmente, vive con Rita y tiene un gato de mascota llamado Stan. | - Qin Ziyi (秦紫翼) (por periodo temporal) - Miāo★Jiang (喵★醬) (actualmente) | Mamiko Noto      | Su especialidad de combate radica de manejar hábilmente las lanzas. | - [QUA - A] Valkyrie Gloria (uniforme escolar) - [MECH - S] Bright Knight: Excelsis (traje de combate de 3.ª generación) - [BIO - S] Dea Anchora (armadura de combate) - [IMG - S] Palatinus Equinox (traje de combate de 4.ª generación) |
| - Original: Rita Rossweisse - Chino: 丽塔·洛丝薇瑟 - Japonés: リタ・ロスヴァイセ                                     | 1 de marzo de 1995 (27 años) | Mánchester, Reino Unido.           | Es la Valkyria vicecapitana del mismo escuadrón de Valkyrias que lidera Durandal, con quien vive actualmente. Así mismo, es la ayudante y espía de Otto Apocalypse tras terminar algunos entrenamientos, tanto para volverse Valkyria como para entrenar personalmente con Otto. Se caracteriza por ser humilde, elegante y educada aunque radical con algunas acciones para llevar a cabo sus fines. Antes de ser Valkyria, sería la sucesora de una floristería familiar en su ciudad natal, sin embargo, fue este el epicentro de un incidente Honkai menor, en este, Rita sería rescatada por una Valkyria elegante y con aspecto de sirvienta, llamada Ragna quién, siguiendo los pasos de su madre, influenciaría a Rita para convertirse en Valkyria. | Jiang Li (小N)                                                                | Aoi Yūki         | Es una de las Valkyrias más poderosas, además de Durandal, y normalmente lucha con guadaña al igual que Seele.                                                              | - [PSY - A] Umbral Rose (uniforme de sirvienta) - [MECH - A] Phantom Iron (arnés de combate AE) - [BIO - S] Argent Knight: Artemis (traje de combate de 3.ª generación) - [QUA - S] Fallen Rosemary (traje de combate de aspecto tradicional) - [MECH - S] Spina Astera (traje de combate de 4.ª generación) |
| - Original: Rozaliya Olenyeva - Chino: 萝莎莉娅·阿琳 - Japonés: ロザリア・アリン                                     | Fecha desconocida (entre 12 a 14 años)                                                                                            | Siberia, Rusia.                    | Es la hermana gemela mayor de Liliya, sobreviviente de la 2.ª erupción del Honkai, creció en el mismo orfanato que Bronya y Seele, junto con su hermana. Su personalidad es hiperactiva, competitiva, positiva y extrovertida así como cariñosa, y caritativa con su hermana, sobre todo, en situaciones donde esta se encuentre en peligro. Formó un grupo idol llamado Vodka Girls (en inglés, Chicas Vodka) conformado por ella y su hermana, con el objetivo de convertirse en "Las mejores idols del mundo", acción con la que Cocolia no estaba de acuerdo. Así mismo, posee un cuerno y cola (pudiendo mover este último a voluntad) a causa de una travesura , terminada en incidente llevada a cabo junto con su hermana en los laboratorios del Experimento X-10, inyectándose suero de una bestia Honkai. Posee un gusto por las cerezas. | Shi Xinlei (时欣蕾)                                                           | Aoi Koga         | Ambas son complementos en los combates, y por sí solas son capaces de luchar hábilmente, manejando con la cola, armas pesadas y fuertes como espadones al igual que Himeko. | - [PSY - S] Molotov Cherry (traje de combate de 3.ª generación) - [PSY - A] Ferver Tempo Delta (avatar de juego personalizado) |
| - Original: Liliya Olenyeva - Chino: 莉莉娅·阿琳 - Japonés: リリア・アリン                                           | Fecha desconocida (entre 12 a 14 años)                                                                                            | Siberia, Rusia.                    | Es la hermana gemela menor de Rozaliya. Entre ambas son las Valkyrias más jóvenes del juego, aparecen y hacen casi cualquier actividad juntas. Es sobreviviente de la 2.ª erupción del Honkai, y criada en el Orfanato de Cocolia junto con su hermana, Bronya y Seele. En su momento era enfermiza hasta que se recuperó gracias a Rozaliya. Su personalidad contrasta con la de ella, siendo tranquila, inteligente y perezosa. Es integrante de las Vodka Girls. Así mismo, como su hermana también posee un cuerno y una cola que puede mover a voluntad. Como efecto secundario del suero de la bestia Honkai que se inyectaron su hermana y ella en los laboratorios del Experimento X-10, experimenta somnolencia extrema exactamente a las 7 p. m. (19:00 h) todos los días, independientemente de la situación. | Yan Ning (宴宁)                                                               | Yū Serizawa      | Ambas son complementos en los combates, y por sí solas son capaces de luchar hábilmente, manejando con la cola, armas pesadas y fuertes como espadones al igual que Himeko. | [MECH - A] Blueberry Blitz (traje de combate de 3.ª generación) |
| - Original: Elysia - Chino: 爱莉希雅 - Japonés: エリシア                                                             | 11 de noviembre (Edad desconocida)                                                                                                | Desconocido.                       | Es una Valkyria joven con el aspecto parecido al de un elfo, especialmente en las orejas estando ligeramente puntiagudas, producto del proyecto MANTIS, siendo la 2.ª MANTIS solo tras Kevin Kaslana, a quién conoce de hace tiempo. Disfruta de halagar a Mei Raiden, así como bromear con ella, especialmente, cuando funge como guía para ella en el Elysian Realm. Es alguien sociable, sensual, elegante, alegre y amable, descrita a sí misma como alguien que "disfruta de todo". | Yan Ning (宴宁)                                                               | Marina Inoue     | Es la primera Valkyria propia del universo del juego, capaz de manejar el arco en combate.                                                                                  | - [PSY - S] Miss Pink Elf♪ (traje de combate de 3.ª generación) - [PSY - S] Herrscher of Human: Ego (un traje de combate misterioso y poderoso) |
| - Original: Mobius - Chino: 梅比烏斯 - Japonés: メビウス                                                             | 30 de abril (Edad desconocida) | Desconocido                        | Es una Valkyria de tipo MANTIS, siendo la 10.ª de estos, además es la científica responsable de crear los estigmas como intento de hacer que los humanos se fusionen con el Honkai para derrotar a este, causando que su visión de los humanos cambiara radicalmente. Reside en el Elysian Realm. Anteriormente tenía complexión adulta, y tras su cirugía MANTIS, adquirió un cuerpo de niña. Su personalidad es manipuladora, maquiavélica, amable e infantil. Su forma Honkai es el de una serpiente, negra y verde con adornos dorados, posee pupilas delgadas como las de una serpiente. | Shujin Cai (蔡書瑾)                                                           | Rumi Ōkubo       | Utiliza armas cruciformes grandes como Theresa. | [MECH - S] Infinite Ouroboros (traje de combate de 3.ª generación) |
| - Original: Natasha Cioara "Raven" - Chino: 娜塔莎·希奥拉·掠夺 - Japonés: ナターシャ・キオラ・ワタリガラス           | 19 de junio (Edad desconocida) | Siberia, Rusia.                    | Es una Valkyria mercenaria y sobreviviente de la 2.ª guerra Honkai, gracias al sacrificio de Cecilia Schariac tras la erupción. Tras esto, ella ganó resistencia al Honkai y Gray Serpent se la llevó separándola de su hermano, donde fue entrenada como combatiente de la World Serpent. Se caracteriza por ser tanto observadora, cínica, fría y despiadada como amable, generosa y cariñosa. Debutó por primera vez en el juego en el Capítulo XIII como antagonista. Tiene una hija adoptiva llamada Sora encontrada por Mei, por quién fue vencida. | Xie Ying (谢莹)                                                               | Kobayashi Sanae  | Utiliza el arco como forma de combate. | [IMG - A] Midnight Absinthe (traje de combate de 3.ª generación) |
| - Original: Carole Pepper - Chino: 卡蘿爾•佩珀 - Japonés: キャロル ペッパー                                          | 23 de septiembre de 2005 (16 años)                                                                                                | Europa                             | Es una de las Valkyrias más jóvenes del juego y pertenece al Escuadrón III de Schicksal, liderada por Raiden Mei. Es la hija de la Valkyria de rango B y veterana de la 2.ª guerra Honkai, Lewis. Su personalidad es hiperactiva, caritativa y honesta. Debutó por primera vez en Post-Honkai Odyssey (disponible en el modo Open World) solo estando disponible en este modo hasta la versión 5.3, convirtiéndose en otra Valkyria jugable. Fue la representación de la primera amiga de Fu Hua hace 50 000 años. | Wang Xiaotong (王曉彤)                                                        | Junko Iwao       | Carole lucha a base de golpes con guanteletes especiales bautizados por ella como Kissy Pillow.                                                                             | [MECH - A] Sweet 'n' Spicy (traje de combate) |
| - Original: Protagonista de Post-Honkai Odyssey (entrada del jugador) alias, Adam. - Chino: 主角 - Japonés: 主人公   | Fecha y edad desconocidas. | Desconocido                        | Es la única Valkyria jugable de sexo masculino siendo miembro del Escuadrón III de Schicksal, junto con Mei y Carole en el modo Post-Honkai Odyssey donde solo se encuentra disponible. Fue estudiante de St. Freya High y se destacó principalmente por su gran adaptabilidad al Honkai. Su personalidad del protagonista depende principalmente de la elección del jugador. Puede ser lógico y sereno o impetuoso y arrogante. Con el Escuadrón investigan la desaparición de Welt Yang. | Ye Sun (孙晔)                                                                 | Makoto Ishii     | Es un usuario de armas a 2 manos como espadones, al igual que Himeko y las gemelas Olenyeva.                                                                                | [PSY - A] Nombre que decida el jugador |
| - Original: Pardofelis - Chino: 帕朵菲利絲 - Japonés: パルドフェリス                                                 | 11 de julio (Edad desconocida) | Desconocido                        | Es una Valkyria, miembro de MOTH como la 13.ª MANTIS. Actúa como comerciante en el Elysian Realm. Tiene una compañera gata llamada Can. Suele robar a la gente del Elysian Realm, especialmente objetos coleccionables y de valor algunas de sus víctimas incluyen a Mobius y Raven. Su personalidad es bastante voluble, oportunista, perezosa y alegre. Su forma Honkai es el de un pardofelis, una familia de felinos del Sudeste asiático, esto debido a su pasado callejero en convivencia con gatos en su misma situación, de los cuales aprendió habilidades para sobrevivir, ayudar a los demás (como Aponia) y coleccionar objetos. | Jin Na (金娜)                                                                 | Yamamoto Hope    | Es la primera Valkyria del juego, capaz de manejar el chakram en combate.                                                                                                   | [IMG - A] Reverist Calico (traje de combate de 3.ª generación) |
| - Original: Aponia - Chino: 阿波尼亞 - Japonés: アポニア                                                             | 25 de mayo (Edad desconocida) | Desconocido                        | Es la 3.ª Valkyria de tipo MANTIS de MOTH. Su personalidad es amable, introvertida, tranquila, diligente y solidaria. Es la MANTIS psíquica más poderosa de todas. Puede presagiar el futuro de las personas y no puede cambiar lo que pasará, de hecho, cada intento de arreglar el futuro generalmente causaba más desastres. Antes de que terminara la Era Anterior, Aponia eligió fusionar su mente con Elysian Realm, convirtiéndose en un ser casi omnipotente allí. Posee un gusto por las mariposas y su atuendo se debe a su trabajo en un sanatorio para la gente. | Yang Menglu (杨梦露)                                                          | Haruka Shiraishi | En los combates, Aponia utiliza un chakram al igual que Pardofelis. | [BIO - S] Disciplinary Perdition (hábito formal) |
| - Original: Eden - Chino: 伊甸 - Japonés: エデン                                                                     | 31 de octubre (Edad desconocida)                                                                                                  | Desconocido                        | Es miembro de MOTH, y la 4.ª Valkyria de tipo MANTIS. Al igual que Aponia, su personalidad es tranquila y amable, aunque también es generosa y talentosa con la música. Es una persona rica y adinerada. Después de que el 7.º Herrscher devastara Australia, estuvo en la primera línea de socorro en casos de desastre, ahí conoció a Elysia quién le pidió a Eden a unirse a MOTH. Es una artista extravagante y talentosa, además de alguien que gusta de tomar vino. | Zhang Anqi (張安琪)                                                           | Juri Kimura      | Eden es hábil en la lucha con pistolas dobles como Kiana y Kallen, y utilizar un arpa, tocándola para ampliar los ataques.                                                  | [IMG - S] Golden Diva (hábito formal) |
| - Original: Griseo - Chino: 格蕾修 - Japonés: グレーシュ                                                             | 21 de diciembre (Edad desconocida)                                                                                                | Desconocido                        | Es una Valkyria pequeña miembro de MOTH gracias a que sus padres eran empleados de esta facción. Es la 11.ª MANTIS, convirtiéndose en la más joven de todas. Su personalidad es introvertida, tímida, curiosa y distraída. Le gusta estar sola y en lugares tranquilos donde pueda concentrarse en su trabajo consistente en pintar, manchando su ropa muchas veces en el proceso, además, sabe mucho acerca del tema. A menudo, no es muy consciente de su entorno, Kosma se preocupa constantemente por ella debido a esto. Tiene aprecio por Aponia a quién llama "Mamá". | Zi Su Jiu Yue (紫苏九月)                                                      | Hina Kino        | Utiliza armas cruciformes masivas como Theresa y Mobius. | [PSY - A] Starry Impression (hábito formal) |
| - Original: Vill-V - Chino: 维尔薇 - Japonés: ヴィルヴィ                                                             | 5 de mayo (20 años) | Desconocido                        | Producto de MANTIS, es la 5.ª de estos. Fue el jefe del Departamento de Ingeniería de MOTH. Actualmente, reside en la Elysian Realm y tiene la capacidad de dividir su mente en 2 partes, y en teoría, podría hacerlo infinitamente, cada parte cuenta con su propia función, por lo tanto, tiene múltiples personalidades (trastorno de personalidad) describiéndose estas como si estuvieran separadas, y lo que le hace que pueda delegar a cada persona en algo durante una actividad. Afirma haber dividido su personalidad en 8 personajes diferentes: - Helix Vill-V (Original) - Kevin Killer MK5 (Model V/Modelo V) - The Expert Vill-V (en inglés, La Experta Vill-V) - The Flavorful Chef Vill-V (en inglés, La sabrosa Chef Vill-V) - The Great Magician Vill-V (en inglés, La Gran Maga Vill-V) - The Occultist Vill-V (en inglés, La Ocultista Vill-V) - The Pure Evil Villain Vill-V (en inglés, La Villana malvada pura Vill-V) - The Scholar Vill-V (en inglés, La Erudita Vill-V) | Ruan Congqing (阮从青)                                                        | Hisako Kanemoto  | Utiliza armas pesadas como cañones al igual que Bronya, pero sin soporte alguno, pudiendo cambiar entre esta y una torreta con ametralladora.                               | [QUA - S] Helical Contraption (traje de combate) |
| - Original: Li Sushang - Chino: 李素裳 - Japonés: リ・スショウ                                                       | 3 de abril de 1481 (15 años en 1496, y 526 años, al ser descongelada actualmente).                                                | Shenzhou, China.                   | Es la 3.ª Valkyria de rango S de Schicksal y una de las protagonistas de la novela visual del juego 7 Swords (en inglés: 7 espadas). En su momento, solo era un personaje secundario. Es la hija de Qin Suyi, quien fue la 7.ª discípula de Fu Hua. A la edad de 5 años se convirtió en alumna de Ling Shuang, otro de los discípulos de Fu Hua, para mejorar y aprender el manejo de la espada Taixuan que heredó. En el Capítulo XXVI se revela que ella todavía está viva. Una de sus tareas era ir a buscar y derrotar a los bandidos de Eagle. Mientras atravesaban el desierto para encontrar a los bandidos, los bandidos atacaban un convoy de nobles. Este convoy también incluía a Otto Apocalypse, que había estado viajando con la esperanza de encontrar el Fénix. Sushang y Otto se agruparon y derrotaron a los bandidos. | Chen Tingting (陈婷婷)                                                        | Fukuen Misato    | Principalmente, pelea usando guanteletes, como Fu Hua y Carole, además de que utiliza la espada Taixuan también.                                                            | [PSY - S] Jade Knight (hábito formal) |
| - Original: Ai・Hyperion Λ - Chino: 爱衣·休伯利安Λ - Japonés: AIちゃん                                               | - 24 de octubre (11 años, cuando se desempeñaba solo como asistente de Valkyrias y de los acorazados). - Edad actual desconocida. | Desconocido                        | También apodada como Ai-chan (Ai como acrónimo de Inteligencia Artificial o Artificial Intelligence por sus siglas en inglés) o Green Cabbage (en inglés, Repollo Verde, esto por su color de cabello y su peinado de estilo odango, parecido a la verdura), se trataba de un personaje no jugable y encargado de guiar tutoriales y dar avisos dentro juego, quien, en la versión 6.2, se nos presenta siendo ya una adulta y como una Valkyria jugable más. Su personalidad es simpática, solidaria y amable. Realiza operaciones de combate como reclutar y ayudar a nuevas Valkyrias, mantener y ayudar a los acorazados, administrar los suministros, analizar datos, etc. y ahora funge como soporte directo al elenco principal de Valkyrias. Antes de que Theresa la educara y conectara con la Hyperion, en forma de inteligencia artificial, esta fue resultado de las partes esenciales de un ente originalmente llamado Unidad de autorregulación A1, descubierta en un búnker dentro una cueva en una isla del Océano Ártico que Theresa investigó tras la 2.ª erupción Honkai, como parte de una investigación de Schicksal. | Wang Yaxin (王雅欣)                                                           | Yui Horie        | Así como Pardofelis y Aponia, es capaz de utilizar hábilmente el chakram en los combates.                                                                                   | [MECH - A] Chrono Navi (traje de combate de 4.ª generación) |
| - Original: Susannah Manatt - Chino: 苏莎娜·玛纳特 - Japonés: スーサナ・マナト                                       | 29 de noviembre (Edad desconocida)                                                                                                | Desconocido                        | Es la Valkyria jugable más reciente que se ha lanzado en el juego actualmente. Su personalidad es alegre, motivada y determinada, aunque a veces torpe. Ella proviene de una familia de buscadores de minerales y gemas preciosas. | Lin Su (林簌)                                                                 | Chinatsu Hirose  | Utiliza el chakram como arma en los combates, tal como Pardofelis, Aponia y Ai・Hyperion Λ                                                                                  | [QUA - A] Valkyrie Quicksand (hábito formal) |

### Personajes no jugables (PNJ)
Los personajes no jugables (Non-Playable Characters o NPC, por sus siglas en inglés) en Honkai Impact 3rd son personajes claves en algunos casos, sea para complementar el desarrollo de la historia oficial del juego o de algunas Valkyrias individualmente:
- Otto Apocalypse: Es jefe de Schicksal durante la mayor parte de su existencia. Actúa como el principal antagonista en la historia.
- Kevin Kaslana: Es el primer miembro del linaje Kaslana y es el actual jefe de World Serpent. Su fuerza le permitió eliminar a muchos Herrschers de la Era Anterior. Actúa como antagonista durante la mayor parte de la historia.
- Sirin: Es un personaje que se convirtió en el Herrscher of the Void de la era actual por Schicksal y utiliza a Kiana Kaslana como huésped. Durante los eventos del juego, ella actúa como antagonista.
- Joachim Nokianvirtanen/Welt Yang: Es el segundo Welt solo tras Welt Joyce. Originario de Finlandia, el segundo Herrscher of the Reason y actual jefe de Anti-Entropy (AE) como soberano de esta organización. Heredó su nombre del primer Herrscher of the Reason.
- Dres. Frederica Nikola Tesla y Lieserl Albert Einstein: Son científicos disidentes de AE que frecuentemente ayudan al elenco principal de Valkyrias.
- Su: Es científico de MOTH y un amigo de Kevin. Es el antagonista del volumen de manga Second Key, durante el cual envía a Durandal a través de tribulaciones en un universo burbuja llamado Seed of Sumeru.
- Dr. MEI: Un científico de la Era Anterior que lideró el esfuerzo de la humanidad para luchar contra el Honkai. Fue el creador del proyecto de soldados MANTIS.
- Cecilia Schariac: Es una de las Valkyrias más poderosas de Schicksal y es la madre de Kiana Kaslana. Ella juega un papel importante en los eventos de la 2.ª guerra Honkai.
- Siegfried Kaslana: Es caballero de Schicksal y el padre de Kiana Kaslana. Después de los acontecimientos de la 2.ª guerra Honkai, actuó contra Schicksal y World Serpent. Este último lo capturó y lo mantiene en un lugar desconocido.

## Colaboraciones
Honkai Impact 3rd ha contado hasta ahora con 3 colaboraciones a partir la versión 4.5 del juego, los cuales se mencionan a continuación en orden cronológico:

#### Neon Genesis Evangelion
El 9 de enero de 2021, fue anunciada oficialmente la primera colaboración del juego con la serie de anime Neon Genesis Evangelion en la página oficial del juego, y haría su debut el 22 de enero de 2021 a las 10:00 h, en conjunto con la actualización del juego en la versión 4.5 titulada Blazing Hope (en inglés, Blazing Hope, lit. 'Esperanza Ardiente'). La actualización vino acompañada con una adaptación de la interfaz inicial del juego, similar a las instalaciones de NERV, y con Sōryū Asuka Langley como personaje jugable y obtenible en el gachapón promocional, siendo un traje de batalla de tipo BIO, de rango base A (aunque en el evento New Century de la actualización era posible aumentarla a rango S), fue nombrada en el juego como Asuka Shikinami Langley (Blazing Hope) en honor a como el personaje se llama en Rebuild of Evangelion. Entre los accesorios obtenibles durante el evento en los minijuegos o en los otros gachapones disponibles encontramos; el equipo de estigmas de Asuka, fragmentos para fortalecerla, la lanza de Longinus como arma para ella, 2 plug suits o trajes de Eva-02 (uno para Asuka y otro para Kiana en su traje de combate Void Drifter) y una insignia especial conmemorativa de la actualización para el Capitán. Durante el evento, se podría jugar en diversos minijuegos con temática de Evangelion, entre ellos, manejar un Eva llamado MSR-7 Wotan, desarrollado por Anti-Entropy para combatir a los Ángeles (especialmente a Sachiel, el Cuarto Ángel), y un nuevo capítulo oficial de la historia, el Capítulo XXII: Yo y yo mismo, donde Asuka va a parar al Sea of Quanta sin recordar nada después de eso. Todo el contenido desbloqueable se ofrecía por tiempo limitado (incluyendo obtener Asuka, trajes y accesorios en el gachapón o en los distintos minijuegos del evento), hasta la conclusión de la versión 4.5 el 21 de febrero de 2021 a las 4:00 h. Aún en la versión 4.6 era posible obtener fragmentos de fortalecimiento para Asuka.
En parte esta colaboración se hizo por el lanzamiento de la película Evangelion: 3.0+1.0 Thrice Upon a Time.

#### Genshin Impact
El 28 de junio de 2021, HoYoverse en su página y redes sociales oficiales, anunció un crossover oficial entre Honkai Impact 3rd y Genshin Impact, juego también desarrollado por HoYoverse, haciéndose el anuncio también en las páginas y redes sociales oficiales de ambos juegos. La colaboración se estrenó en la actualización de Honkai Impact 3rd en su versión 4.9 llamada Outworld Traveler (en inglés, Outworld Traveler, lit. 'Viajero del Mundo Exterior') el 9 de julio de 2021 a las 12:00 h. Al iniciar sesión por primera vez en la nueva actualización, todos los jugadores recibieron a Fischl (Prinzessin der Verurteilung o en alemán, Princesa del juicio) como nuevo personaje de tipo BIO y de rango base A, de forma gratuita, quién sería la primera arquera dentro del universo de Honkai Impact 3rd. Algunos accesorios que se podían obtener eran; el arco oficial de Fischl, su equipo de estigmas, fragmentos para su fortalecimiento, una insignia para el Capitán que daba oportunidad apreciar a Paimon estéticamente, una vez equipada, independientemente del tipo de minijuego o modo de juego al que se entre dentro de Honkai Impact 3rd, y una skin de Klee para Theresa Apocalypse disponible para su traje de combate Celestial Hymn. A diferencia de Asuka, Fischl y sus fragmentos todavía pueden conseguirse incluso tras la versión 4.9, exceptuando el resto de accesorios. En el evento homónimo al nombre de la actualización, se presenta una trama donde Otto Apocalypse quiere desarrollar un videojuego y le muestra a Welt Yang 3 ideas al respecto que resultan ser los minijuegos del evento, y donde participaron como protagonistas las gemelas Olenyeva, Yae Sakura, Fu Hua, Rita Rossweisse, Seele Vollerei y Durandal. Mientras duró el evento también se pudo jugar con Keching, como personaje de tipo BIO, aunque de forma temporal. El evento concluyó 12 de agosto de 2021 a las 04:00 h.
Promare
El 14 de septiembre de 2023, fue anunciado un evento de colaboración entre Honkai Impact 3rd y la película Promare, que fue lanzado 3 días después en el transcurso de la versión 6.9, coincidiendo con el lanzamiento de la susodicha película en Max (antes HBO MAX). Algunos accesorios obtenibles y adquiribles en este evento fueron: un estigma Flare (B) exclusivo, obtenible mediante el juego de bingo temporal Soul of Fiery Flame, y 2 skins, Born in Flames para Kiana Kaslana disponible para su traje de combate Herrscher of Flamescion, basada en la apariencia de Lio Fotia, y Burning Rescue Soul para Ai・Hyperion Λ disponible para su traje de combate Chrono Navi, basada en la apariencia de Galo Thymos, ambas con ligeras modificaciones y detalles en colores vibrantes y neones adquiribles en la tienda de skins de Honkai Impact 3rd. El evento concluyó 26 de octubre de 2023 a las 04:00 h. 

## Desarrollo

### Gráficos y arte
Honkai Impact 3rd presenta personajes animados renderizados completamente en 3D con cel shading y estilo de arte tipo anime. En el juego, el personaje jugable (normalmente las Valkyrias) se muestra desde un ángulo de tercera persona. Las armas también se representan en modelos 3D y se muestran durante los combates, con algunas armas que muestran efectos de ataque especiales. El juego también incluye ilustraciones en 2D de los estigmas. 
El juego también incluye varias imágenes fijas animadas, así como escenas cinemáticas completamente renderizadas en puntos clave de su trama. Estas cinemáticas de la trama del juego incluyen Will of the Herrscher y Final Lesson. Otro video, Reburn fue lanzado antes que Will of the Herrscher y Final Lesson, aunque parece que tiene lugar más tarde en la trama. HoYoverse también lanzó una serie de videos MMD donde los personajes del juego bailan con la música pop japonesa como parte de su portafolio de demostraciones técnicas, incluyendo Kiana Kaslana bailando con Gokuraku Jodou (por GARNiDELiA), Mei Raiden bailando con Kimiiro ni Somaru (por Nishizawasan-P), y Yae Sakura bailando con Tougen Renka (por GARNiDELiA).

### Audio y música
La música de Honkai Impact 3rd está escrita, compuesta y tocada internamente por HOYO-MiX, responsable de la producción de la música original del juego y de la compañía, destacando el Techno a ritmo acelerado y melodías atmosféricas para igualar el combate acelerado. Varias canciones para las cinemáticas en el juego también fueron escritas por HOYO-MiX e interpretadas por cantantes famosos, incluyendo Befall  cantada por Shang Wenjie, Nightglow  por Tanya Chua, Dual-Ego por Sa Dingding y recientemente, TruE por Isabelle Huang.
El 29 de septiembre de 2021, fue anunciado en el canal oficial de YouTube de Honkai Impact 3rd, el tráiler del concierto especial Starfire Sonorant, evento donde se ejecutaron varias canciones de la banda sonora original del juego, por parte de sus autores originales. El concierto se transmitió oficialmente el 5 de octubre de 2021 y fue subida la retransmisión de este el 5 de noviembre de 2021 también en el canal oficial de YouTube del juego.
Los personajes principales tienen actuaciones de voz disponibles en chino y japonés. 

### Mangas
Honkai Impact 3rd también presenta varios mangas oficiales, entre ellos, uno serializado en curso homónimo en chino (su idioma original) e inglés. El manga narra arcos de historias que complementan (en lugar de repetir) la trama del juego y, a menudo, incluyen historias y los trasfondos de varios personajes como Kiana Kaslana, Mei Raiden, Bronya Zaychik, Theresa Apocalypse, Yae Sakura, Otto Apocalypse, Kallen Kaslana, entre otros. También se ilustran en el manga varios trajes de combate usados en el juego por las Valkyrias.

### Anime
miHoYoAnime es la responsable de realizar los cortos del juego y la compañía. De julio a septiembre de 2020, basado en el manga oficial homónimo y usando los personajes del videojuego, se lanzó para la televisión una serie de anime no canónica de cocina sobre recuentos de la vida de 19 episodios cortos y 2 temporadas, llamada Cooking with Valkyries (en inglés, Cocinando con Valkyrias).
Otro anime no canónico llamado ELF Academy (en inglés, Academia ELF) de 10 episodios se lanzó de julio a septiembre de 2021. Esta serie trata sobre ELF (Equipment: Living Form), que son armas autónomas creadas para reemplazar a los soldados vivos, que van a la escuela e interactúan entre sí.
En ambos casos, estos animes en versiones tanto en chino mandarín como en japonés con todos los episodios, se pueden encontrar en el canal oficial de YouTube del videojuego, y en algunos casos, versiones como la disponible en chino mandarín fueron lanzadas primero en otras plataformas como Bilibili (estando aún disponible) mientras que las otras versiones como la japonesa se siguen transmitiendo por televisión.

## Controversias
El 22 de abril de 2021, la policía de Shanghái arrestó a un hombre armado con un cuchillo que planeó asesinar a los fundadores de HoYoverse, para después suicidarse, un intento frustrado donde no se reportaron lesionados y/o muertos. Se dijo que estaba molesto por los cambios en Honkai Impact 3rd en su versión 4.6 lanzado el 4 de abril de 2021, siendo el tercer aniversario del lanzamiento de los servidores globales del juego y que venía con una skin para Yae Sakura como bunny girl obtenible en el gachapón promocional. Esto fue después de que HoYoverse experimentara una reacción violenta por parte de algunos fanáticos y jugadores chinos debido a que los servidores internacionales del juego recibieron el evento GLB 3rd Anniversary Celebratory acompañado de un video musical con los personajes Kiana Kaslana, Himeko Murata, Fu Hua, Kallen Kaslana, Yae Sakura, Mei Raiden, Seele Vollerei, Rita Rossweisse y Durandal vestidas como bunny girls, bailando la canción Brilliant Light compuesta por el dúo de J-pop MYTH & ROID (conocidos por participar en crear música para animes) como parte de una colaboración para el evento, pero este no estuvo disponible en los servidores chinos, esto fue considerado una falta de respeto para los jugadores de aquel país, además, las autoridades chinas consideraron el contenido del evento como demasiado excesivo y "subido de tono" como para aprobar su implementación en la versión nacional del juego. Posteriormente, HoYoverse emitió una disculpa pública el mismo día del suceso, en el cual se lamentaban los hechos ocurridos y explicaban que el evento se cancelaría en todos los servidores, eliminarían el video musical de su canal de YouTube y todo el contenido relacionado con este evento por considerarlo inapropiado. No obstante, gracias a usuarios de YouTube y otras plataformas donde se hizo el anuncio de este evento, se puede encontrar parte de este contenido de forma resubida. 
Así mismo, MYTH & ROID, se deslindó del evento cambiando la imagen de la canción compuesta para este en todas las plataformas digitales, el video especial del sencillo fue eliminado de sus redes sociales. Finalmente, la skin de Yae Sakura, sería modificada, y se mantendrían los estigmas de bunny girls del evento. Como compensación se recibieron 500 cristales por cada jugador en los servidores globales. Los jugadores del servidor chino, en cambio, recibieron una mayor compensación (10 tarjetas de suministro enfocadas = 2 800 de cristales).

## Recepción
En 2017, Ungeek.com en un artículo menciona que el juego tiene algunos sistemas de juego posteriores que no son intuitivos y cita el gran tamaño de descarga para un juego móvil como un aspecto negativo. La reseña elogió la calidad visual del juego y la facilidad para aprender a jugarlo, así como la calidad general del juego, y lo recomendó positivamente. El artículo también se mencionaba que la calidad del juego era comparable a la de los juegos de consola.
El juego atrajo una cantidad considerable de fanáticos en Asia, logrando 1 millón de descargas en Japón 11 días después de lanzamiento local y 35 millones de descargas en el 12 de abril de 2018, con más lanzamientos en Corea del Sur, Taiwán, Sudeste Asiático, América del Norte, y Europa.
IGN informó que Honkai Impact 3rd reunió un total de 35 millones de descargas en todo el mundo a partir del 28 de marzo de 2018.